# Gordini Type 17S

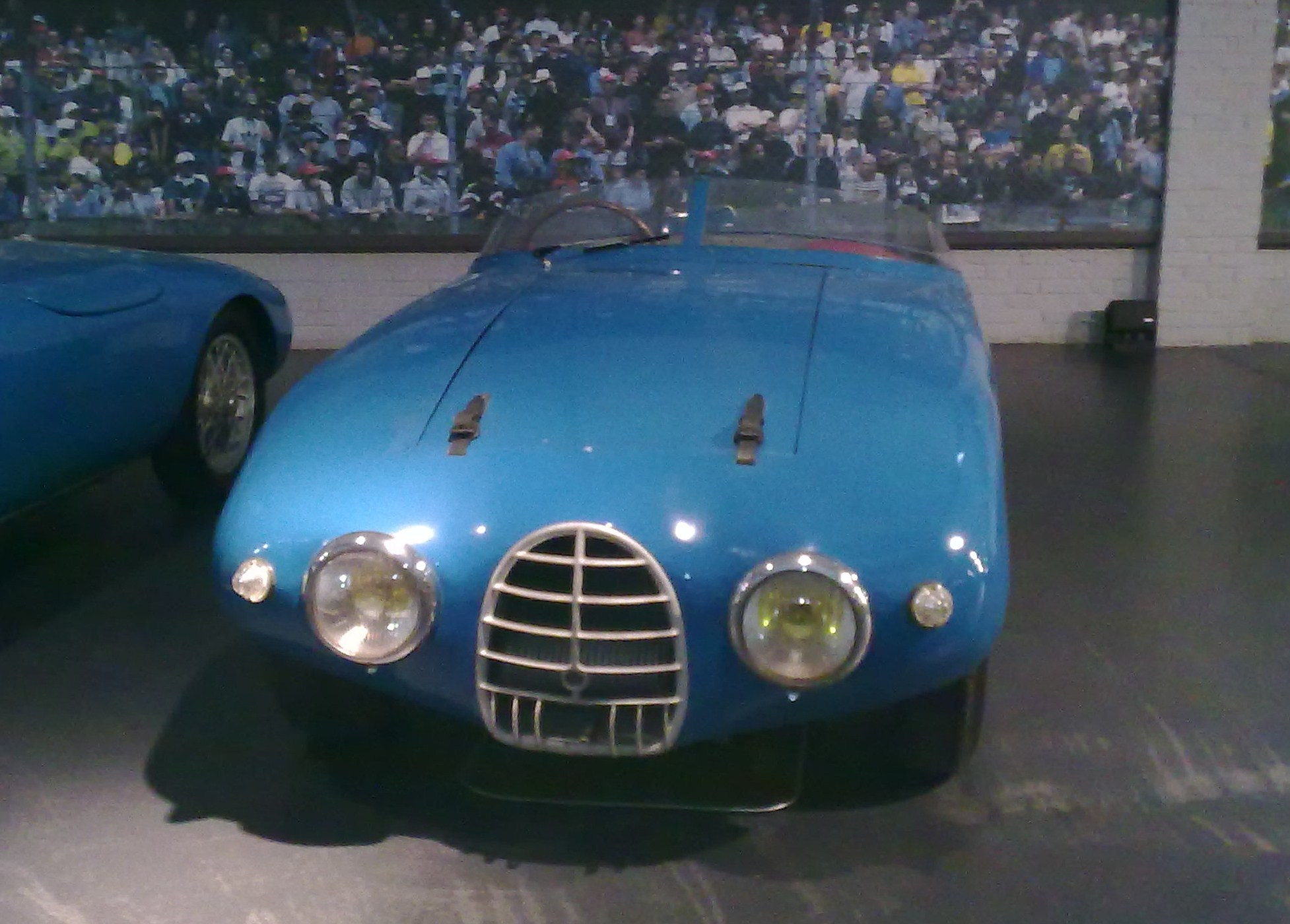
Gordini Type 17S

Der Gordini Type 17S war ein Sportwagen-Prototyp, der 1953 bei Gordini entwickelt wurde.

## Entwicklungsgeschichte und Technik
Der Type 17S blieb ein Einzelstück. Es war der Versuch von Amédée Gordini mit einem Rennwagen in die hubraumkleinen Rennklassen einzusteigen. Die Klassen von 0,6 bis 1,1 Liter Hubraum waren zu dieser Zeit aber bereits von Panhard, Monopole und Deutsch & Bonnet besetzt, die große Erfahrung mit diesen kleinen Rennfahrzeugen hatten. Der Wagen hatte eine Spyder-Karosserie und einen 1,1-Liter-4-Zylinder-Reihenmotor. Heute steht das Fahrzeug in der Collection Schlumpf.

## Renngeschichte
Gefahren wurde der Wagen beim 24-Stunden-Rennen von Le Mans 1954 von den beiden Belgiern André Pilette und Gilberte Thirion, die in der elften Rennstunde nach Zündungsschaden aufgeben mussten. Ein weiterer Einsatz in Le Mans 1956 von Charles de Clareur und André Milhoux endete ebenfalls mit einem Ausfall.